# Cantone di Adour Armagnac
Il Cantone di Adour Armagnac è una divisione amministrativa dell'Arrondissement di Mont-de-Marsan.
È stato costituito a seguito della riforma approvata con decreto del 18 febbraio 2014, che ha avuto attuazione dopo le elezioni dipartimentali del 2015.

## Composizione
Comprende i 35 comuni di:
- Aire-sur-l'Adour
- Artassenx
- Arthez-d'Armagnac
- Bahus-Soubiran
- Bascons
- Bordères-et-Lamensans
- Bourdalat
- Buanes
- Castandet
- Cazères-sur-l'Adour
- Classun
- Duhort-Bachen
- Eugénie-les-Bains
- Le Frêche
- Grenade-sur-l'Adour
- Hontanx
- Lacquy
- Larrivière-Saint-Savin
- Latrille
- Lussagnet
- Maurrin
- Montégut
- Perquie
- Pujo-le-Plan
- Renung
- Saint-Agnet
- Saint-Cricq-Villeneuve
- Saint-Gein
- Saint-Loubouer
- Saint-Maurice-sur-Adour
- Sainte-Foy
- Sarron
- Vielle-Tursan
- Le Vignau
- Villeneuve-de-Marsan